# Ikiryō

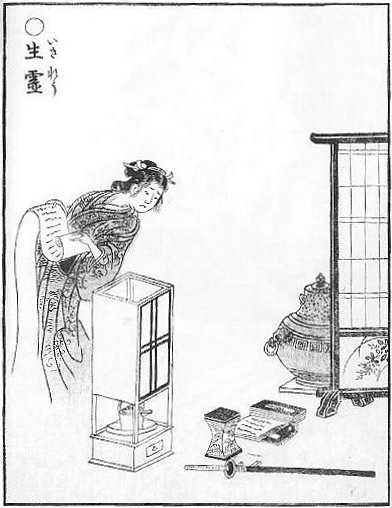
O ikiryō ilustrado por Toriyama Sekien.

Na Mitologia japonesa, um ikiryō (生霊) é uma manifestação da alma de uma pessoa que vive separada de seu corpo.
A crença popular de que o espírito (ou alma) humano pode escapar do corpo existe desde os primórdios, com relatos de testemunhas oculares e experiências (assombrações, possessões, experiências fora do corpo ) relatadas em escritos anedóticos e fictícios. Diz-se que os espíritos vingativos (怨 霊, onryō ) dos vivos infligem maldições (祟 り, tatari ) aos sujeitos de sua vingança por meio da transformação em sua forma ikiryō. Acredita-se que, se houver rancor suficiente, toda ou parte da alma do perpetrador deixa o corpo, aparecendo na frente da vítima para feri-la ou amaldiçoá-la, conceito não muito diferente do mau-olhado. O ikiryō chegou até mesmo às escrituras budistas, onde são descritos como "espíritos vivos" que, se irritados, podem trazer maldições, mesmo antes de sua morte. A possessão é outro meio pelo qual se acredita que os Ikiryō são capazes de infligir danos, à pessoa possuída que se pensa não estar ciente desse processo. No entanto, de acordo com a mitologia, o ikiryō não age necessariamente por despeito ou vingança, e algumas histórias são contadas sobre o ikiryō que não guarda rancor ou não representa uma ameaça real. Em exemplos registrados, o espírito às vezes toma posse do corpo de outra pessoa por outros motivos que não a vingança, como amor e paixão. O ikiryō de uma pessoa também pode deixar o corpo (muitas vezes logo antes da morte) para se manifestar em torno de entes queridos, amigos e / ou conhecidos.